# Črna vdova (film, 2021)
Črna vdova je ameriški superjunaški film iz leta 2021, ki temelji na istoimenskem liku iz Marvelovih stripov. Film je režirala Cate Shortland, po scenariju, ki ga je napisal Eric Pearson, v glavnih vlogah pa so nastopili Scarlett Johansson, Florence Pugh, David Harbour, O-T Fagben, Olga Kurylenko, William Hurt, Ray Winstone in Rachel Weisz. Zgodba prikazuje Natašo Romanoff na begu, ki se mora soočiti s svojo preteklostjo ruske vohunke, preden je postala maščevalka.
Lionsgate Films je aprila 2004 začel razvijati film o Črni vdovi, David Hayter pa je bil najet za scenarista in režiserja. Projekt se ni uresničil in filmske pravice lika so se do junija 2006 iztekle. Johansson, ki je bila izbrana za vlogo v več filmih MCU, začenši z Iron Man 2 (2010), je bila najeta za glavno vlogo v filmu. Delo se je začelo konec leta 2017, Shortland pa je bil najet julija 2018. Jac Schaeffer in Ned Benson sta pomagala pri pisanju scenarijua, preden se jima je pridružil Pearson. Film je bil napisan kot predzgodba, ki razširja zgodovino Romanoffove in pomaga končati njeno zgodbo MCU po smrti lika v filmu Maščevalci: Zaključek (2019). Snemanje je potekalo od maja do oktobra 2019 na Norveškem, v Angliji, Budimpešti, v Maroku, Maconu v Georgii.
Črna vdova je bila premierno predvajana po vsem svetu 29. junija 2021, v Združenih državah pa je bila izdana 9. julija, hkrati v kinematografih in prek Disney+ s Premier Accessom. To je prvi film v četrti fazi MCU in je bil zaradi pandemije COVID-19 trikrat premeščen od prvotnega datuma izida maja 2020. Film je podrl več rekordov v blagajni zaradi pandemije in zaslužil več kot 379 milijonov dolarjev po vsem svetu. Film je prejel pozitivne kritike kritikov, s posebnimi pohvalami za akcijske prizore in nastope Johanssonove in Pughove.